# Hans Joachim Eichler
Hans Joachim Eichler (* 9. November 1940 in Berlin) ist ein deutscher Laser-Physiker.
Eichler studierte an der TH Berlin, wo er 1967 promoviert wurde (Nichtlineare Optische Effekte in Lasern) und 1969 habilitiert. 1969 übernahm er die Arbeitsgruppe zur Laserphysik von Horst Weber und Gerd Herziger, als diese nach Bern gingen.
Eichler ist seit 1972 ordentlicher Professor für Experimentalphysik (für das Gebiet Laser und Quantenelektronik) an der TU Berlin, wo er in den 1970er Jahren Gründungssprecher des Fachbereichs Physik war und das Physikalische Grund-Praktikum ausbaute und modernisierte. Er war dort von 2003 bis 2007 geschäftsführender Direktor des Optischen Instituts  und leitet eine Gruppe zur Entwicklung und messtechnischen Anwendung von Lasern. Von 1980 bis 1983 war er zu Forschungsaufenthalten an den Bell Laboratories in Holmdel.
Von 2003 bis 2013 war er Wissenschaftlicher Geschäftsführer der Laser-Medizin-Technologie-Berlin GmbH.
Er hat, teilweise mit seinem Bruder Jürgen Eichler (* 1942, Professor an der Technischen Fachhochschule Berlin), mehrere Bücher über Laser geschrieben.
Seit 1982 ist er Vorsitzender der Arbeitsgemeinschaft Quantenoptik der Deutschen Physikalischen Gesellschaft.

## Schriften
- mit Jürgen Eichler: Laser – High Tech mit Licht, Springer 1995 (populärwissenschaftlich), ISBN 3-540-58535-4
- mit Jürgen Eichler: Laser – Bauformen, Strahlführung, Anwendungen, Springer 1990, 6. Auflage 2006, ISBN 3540301496, 7. Auflage 2010
- mit Heinz-Detlef Kronfeldt, Jürgen Sahm: Das neue physikalische Grundpraktikum, Springer 2001, 2. Auflage 2006
- Kapitel in Bergmann, Schaefer Lehrbuch der Experimentalphysik, Bd. 3 Optik, De Gruyter 2004
- mit Horst Weber, Reinhart Poprawe (Herausgeber): Landolt-Börnstein Numerical Data and Functional Relationships in Science and Technology, New Series, Gruppe 8, Band 1 B, Teil 1, Laser Physics - Fundamentals, Springer 2007
- mit Hans-Joachim Schulz, Dieter Sprengel, Herbert Wetzel, Manfred Rosenzweig Experimentalphysik für Ingenieure, Vieweg 1996